# Diócesis de Kano
La diócesis de Kano (en latín: Dioecesis Kanensis y en inglés: Roman Catholic Diocese of Kano) es una circunscripción eclesiástica de la Iglesia católica en Nigeria. Se trata de una diócesis latina, sufragánea de la arquidiócesis de Kaduna. Desde el 20 de marzo de 2008 su obispo es John Niyiring, de la Orden de San Agustín.

## Territorio y organización
La diócesis tiene 43 819 km² y extiende su jurisdicción sobre los fieles católicos de rito latino residentes en los estados de Jigawa y de Kano.
La sede de la diócesis se encuentra en la ciudad de Kano, en donde se halla la Catedral de Nuestra Señora de Fátima.
En 2021 en la diócesis existían 36 parroquias.

## Historia
La misión sui iuris de Kano fue erigida el 22 de marzo de 1991, obteniendo el territorio de la arquidiócesis de Kaduna.
El 15 de diciembre de 1995 la misión sui iuris fue elevada a vicariato apostólico con la bula Cum Missio del papa Juan Pablo II.
El 22 de junio de 1999 el vicariato apostólico fue elevado a diócesis con la bula Dilectas Afras del papa Juan Pablo II.
El 29 de abril de 2012, en el marco de los frecuentes enfrentamientos interreligiosos en Nigeria, un ataque explosivo provocó la muerte de dieciséis personas que asistían a misa en la universidad.

## Estadísticas
Según el Anuario Pontificio 2022 la diócesis tenía a fines de 2021 un total de 239 970 fieles bautizados.
| Año                                                                             | Población            | Población  | Población      | Sacerdotes | Sacerdotes    | Sacerdotes    | Bautizados por sacerdote | Diáconos permanentes | Religiosos | Religiosos | Parroquias |
| Año                                                                             | Bautizados católicos | Total      | % de católicos | Total      | Clero secular | Clero regular | Bautizados por sacerdote | Diáconos permanentes | Varones    | Mujeres    | Parroquias |
| ------------------------------------------------------------------------------- | -------------------- | ---------- | -------------- | ---------- | ------------- | ------------- | ------------------------ | -------------------- | ---------- | ---------- | ---------- |
| 1999                                                                            | 105 913              | 6 390 000  | 1.7            | 25         | 16            | 9             | 4236                     |                      | 9          | 12         | 20         |
| 2000                                                                            | 110 202              | 8 688 604  | 1.3            | 25         | 17            | 8             | 4408                     |                      | 8          | 11         | 22         |
| 2001                                                                            | 127 809              | 8 688 604  | 1.5            | 25         | 17            | 8             | 5112                     |                      | 8          | 11         | 22         |
| 2002                                                                            | 126 610              | 8 688 604  | 1.5            | 30         | 21            | 9             | 4220                     |                      | 9          | 11         | 24         |
| 2003                                                                            | 120 622              | 8 688 604  | 1.4            | 31         | 20            | 11            | 3891                     |                      | 11         | 14         | 24         |
| 2004                                                                            | 123 984              | 8 688 604  | 1.4            | 33         | 23            | 10            | 3757                     |                      | 10         | 12         | 28         |
| 2006                                                                            | 130 000              | 9 178 000  | 1.4            | 34         | 29            | 5             | 3823                     |                      | 6          | 17         | 29         |
| 2013                                                                            | 194 000              | 10 954 000 | 1.8            | 47         | 39            | 8             | 4127                     |                      | 8          | 16         | 36         |
| 2016                                                                            | 207 000              | 11 682 000 | 1.8            | 42         | 34            | 8             | 4928                     |                      | 8          | 12         | 36         |
| 2019                                                                            | 226 640              | 12 790 400 | 1.8            | 42         | 36            | 6             | 5396                     |                      | 6          | 19         | 36         |
| 2021                                                                            | 239 970              | 13 542 880 | 1.8            | 40         | 34            | 6             | 5999                     |                      | 6          | 18         | 36         |
| Fuente: Catholic-Hierarchy, que a su vez toma los datos del Anuario Pontificio. |                      |            |                |            |               |               |                          |                      |            |            |            |

## Episcopologio
- John Francis Brown, S.M.A. (22 de marzo de 1991-15 de diciembre de 1995 renunció)
- Patrick Francis Sheehan, O.S.A. † (5 de julio de 1996-20 de marzo de 2008 retirado)
- John Niyiring, O.S.A., desde el 20 de marzo de 2008